# 히가시구 (오사카시)
히가시구(東区)는 오사카부 오사카시에 설치되었던 구이다. 현재의 주오구 북부와 동부에 해당한다.

## 연혁
- 1879년 2월 10일 - 군구정촌 편제법 시행에 따라 제1대구(第1大区)가 히가시구(東区)가 됨.
- 1889년 4월 1일 - 시제 시행에 따라 오사카시의 행정구가 됨.
- 1897년 4월 1일 - 오사카시 제1차 시역 확장에 따라, 히가시나리군 다마쓰쿠리정·기요보리촌·히가시히라노정·니시코즈촌 전역과 나카모토촌의 네코마강 서쪽·쓰루하시촌의 오사카 철도(현 JR 오사카 순환선) 서쪽을 히가시구에 편입.
- 1925년(大正14年)4월 1일 - 구 히가시히라노정·니시코즈촌 지역을 덴노지구로 분구.
- 1943년4월 1일 - 아사히구에서 조토선 서쪽을 편입하고, 조토선 동쪽을 조토구·히가시나리구로, 쓰에요시바시도리 남쪽을 덴노지구로 이관.
- 1989년 2월 13일 - 미나미구와 통합해 주오구가 됨.